# But what about the noise...?
But what about the noise of crumpling paper which he used to do in order to paint the series of "Papiers froissés" or tearing up paper to make "Papiers déchirés?" Arp was stimulated by water (sea, lake, and flowing waters like rivers), forests, a veces acortada como But what about the noise...?, es una obra para ensamble de percusión creada por el compositor estadounidense John Cage. Fue terminada en 1985 y está inspirada en los procedimientos artísticos de Jean Arp.

## Composición
John Cage compuso esta pieza como una forma de celebrar la obra de Jean Arp con motivo del centenario de su nacimiento. Jean Arp, un artista en el que se inspiró John Cage durante el periodo en que compuso la obra, creó pinturas y collages, alrededor de 1915 y 1930, incluidas acciones al azar, como cortar recortes de papel o cuerdas y pegarlas donde cayeran. Cage intentó recrear el espíritu de simultaneidad y sutileza de las obras de Jean Arp. Su largo título proviene de una de las cartas enviadas como respuesta a una de las cartas de John Cage hechas por Greta Ströh, la directora de la Fundación Arp en ese momento. A pesar de que la inspiración de Cage vino a través de las obras de Arp, la composición está dedicada a Les Percussions de Strasbourg. Esta pieza presenta lo que a menudo son llamados por John Cage sonidos de la naturaleza, que consisten en sonidos que se asemejan a los ambientes, y usan la palabra en su música, por lo tanto, difuminan la línea entre la música y la literatura, como lo hizo en Child of Tree, Food y Ryoanji. Esta pieza fue terminada en agosto de 1985 y publicada el mismo año por Edición Peters en Nueva York.

## Estructura
La composición posee un solo movimiento y su duración puede variar de una interpretación a otra, pero por lo general dura unos veinte minutos. Está escrita para un conjunto de percusión. Sin embargo, mientras que la partitura incluye partes para diez intérpretes, el estilo indeterminado de John Cage sugiere que el conjunto podría consistir en cualquier número de intérpretes entre tres y diez, y tanto la longitud de tiempo deseada como la cantidad de repeticiones variarían dependiendo de la voluntad de los ejecutantes. El ritmo en esta composición es lento, pero depende de los artistas intérpretes o ejecutantes, y no es necesario que todos mantengan el mismo ritmo. Permite varios cambios de dinámica, bajo el criterio de los músicos, ya que no se mencionan en la partitura original. Según lo especificado por Cage, los artistas pueden estar ubicados alrededor de la audiencia, o dentro de ella, en caso de que la audiencia no esté sentada. Sin embargo, también pueden estar en el escenario, siempre que no estén cerca uno del otro.
Esta pieza utiliza notación gráfica y consiste en líneas de texto donde «.» es un silencio de negra (quarter en la notación anglosajona); «+» es un instrumento ligeramente resonante hecho de madera, metal y vidrio; «O» es el sonido de verter o burbujear en agua, y arrugar y rasgar papel; y «(» y «)» también son estos sonidos, pero cortados por la mitad; es decir, suenan dos veces y siempre durante el mismo periodo de tiempo.

## Grabaciones
Dada la naturaleza indeterminada de esta composición, cada interpretación tiende a presentar rasgos distintos, y a menudo se le atribuye al ejecutante principal la realización de la pieza. La siguiente es una lista parcial de las grabaciones de esta pieza:
- El Maelström Percussion Ensemble realizó una grabación de cinco piezas de la pieza, realizada por Jan Williams. Fue grabado entre el 28 de mayo y el 1 de junio de 1995 y publicado por Hat Hut.[6]
- El Helios Quartet grabó la pieza en 2001. La grabación fue publicada en enero de 2002 por Wergo Records.[7]
- El Amadinda Percussion Group también grabó la pieza más tarde en 2011. La grabación fue publicada en abril de 2011 por Hungaroton.[8]